# Jardin Notre-Dame-de-Fatima
Le jardin Notre-Dame-de-Fatima est un espace vert du 19e arrondissement de Paris, en France.

## Situation et accès
Le jardin est accessible au 44, boulevard Sérurier.
Il est desservi par les lignes 3 bis et 11 à la station Porte des Lilas.

## Origine du nom
Il doit son nom à la proximité de l'« église Notre-Dame-de-Fatima », à laquelle il doit son nom.

## Historique
Le jardin est créé en 1992, entre l'hôpital Robert-Debré et l'église de Marie-Médiatrice-de-Toutes-les-Grâces.